# ISU Grand Prix Kunstschaatsen

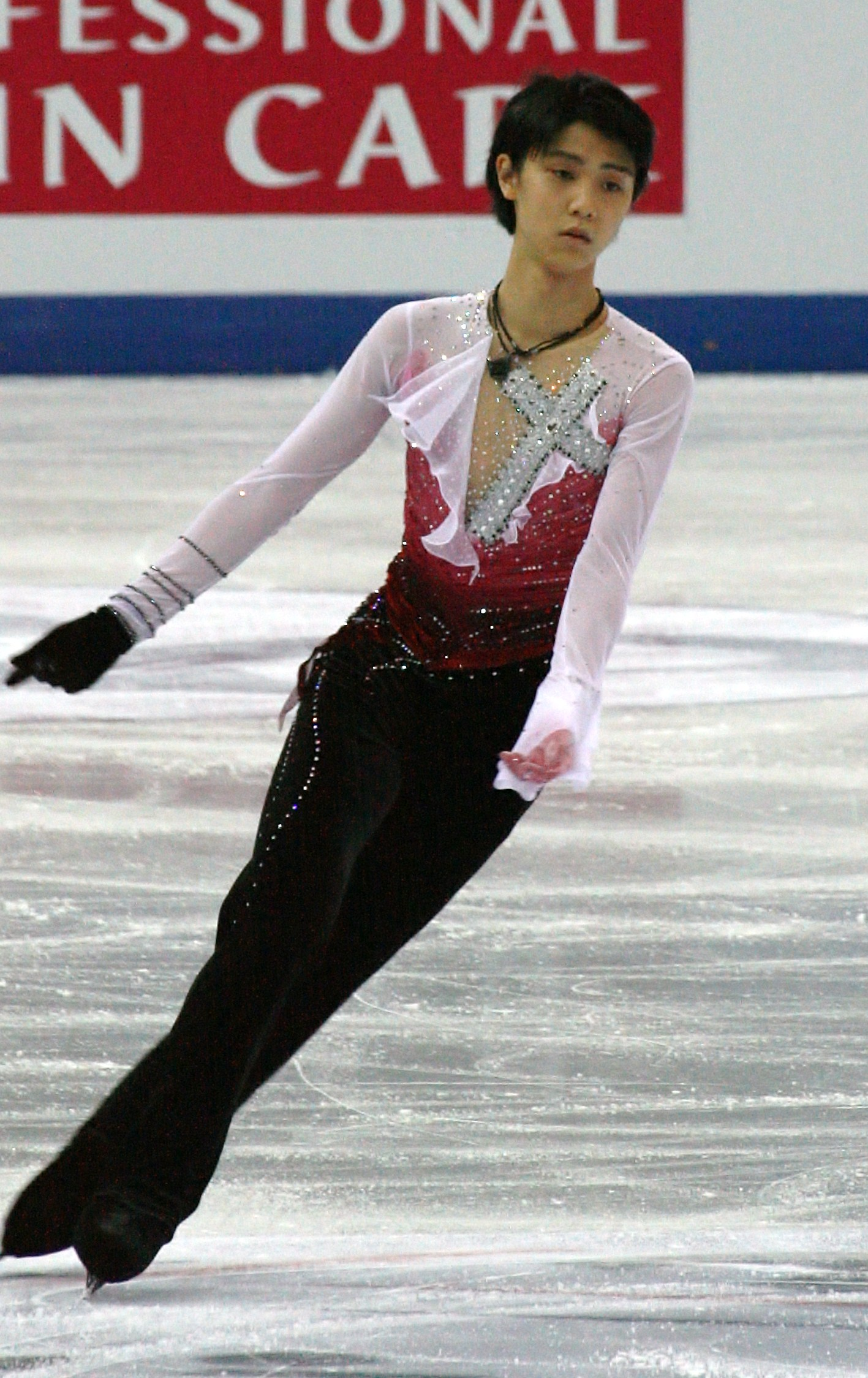
Yuzuru Hanyu
winnaar Grand Prix 2013

De ISU Grand Prix of Figure Skating is een serie schaatscompetities die door de Internationale Schaatsunie (ISU) wordt georganiseerd.
De oprichting van de Grand Prix in 1995 was een gevolg van de aandacht na de aanval op Nancy Kerrigan in 1994. Een aantal competities bestond al voor 1995, maar na 1994 werd er besloten tot samenwerking tussen de Verenigde Staten, Canada, Duitsland, Frankrijk en Japan. De ISU werd eigenaar van de televisierechten, waaruit het prijzengeld werd betaald.
In 1995 begon de samenwerking onder de naam ISU Champions Series en pas in 1998 werd de naam veranderd  in de Grand Prix of Figure Skating. Het eerste seizoen bestond uit vijf competities (VS, Canada, Japan, Duitsland en Frankrijk), in 1996 kwam daar de Cup of Russia bij. In 2001 werd de Duitse competitie vervangen door de Cup of China, omdat de televisierechten in China veel meer opbrachten.
In 1997 werd de ISU Junior Series gestart. Deze heet tegenwoordig de ISU Junior Grand Prix.
| Land               | Naam                               | Opgericht          | Grand Prix         | Info                                                                                       |                    |                    |
| Huidige competitie | Huidige competitie                 | Huidige competitie | Huidige competitie | Huidige competitie                                                                         | Huidige competitie | Huidige competitie |
| ------------------ | ---------------------------------- | ------------------ | ------------------ | ------------------------------------------------------------------------------------------ | ------------------ | ------------------ |
| Verenigde Staten   | Skate America                      | 1979               | 1995               |                                                                                            |                    |                    |
| Canada             | Skate Canada International         | 1973               | 1995               |                                                                                            |                    |                    |
| China              | Cup of China                       | 2003               | 2003               | ter vervanging van de Duitse wedstrijd                                                     |                    |                    |
| Frankrijk          | Trophée Eric Bompard               | 1987               | 1995               | Trophée de France in 1995 Trophée Lalique 1996 - 2003 Trophée Eric Bompard 2004 - heden    |                    |                    |
| Rusland            | Rostelecom Cup                     | 1996               | 1996               | Cup of Russia 1996 - 2008 Rostelecom Cup 2009 - heden                                      |                    |                    |
| Japan              | NHK Trophy                         | 1979               | 1995               |                                                                                            |                    |                    |
| wisselend          | Grand Prix of Figure Skating Final | 1995               | 1995               | Champions Series Final 1995 - 1997 huidige naam sinds 1998                                 |                    |                    |
| Gestopt            |                                    |                    |                    |                                                                                            |                    |                    |
| Duitsland          | Bofrost Cup on Ice                 | 1986               | 1995               | Fujifilm Trophy 1986 – 1987 Nations Cup from 1995 - 1997 Sparkassen Cup on Ice 1998 - 2001 |                    |                    |

## Kwalificatie
De kwalificatienormen zijn vaak veranderd. De schaatsers worden uitgenodigd op basis van hun positie op de ISU ranglijst of hun eerdere prestatie bij het betreffende toernooi. De ISU beschikt over wildcards en het gastland mag drie nationale schaatsers uitnodigen. De minimumleeftijd is veertien jaar.